# Митчем, Кэрри
Кэрри Митчем (англ. Carrie Mitchum; 15 июня 1965, Лос-Анджелес, Калифорния, США) — американская актриса кино и телевидения, ресторатор. Наиболее известна по роли Донны Логан в мыльной опере «Дерзкие и красивые».

## Биография
Кэролайн Элизабет Митчем родилась 15 июня 1965 года в Лос-Анджелесе в актёрской семье Кристофера и Синди Митчем. По отцовской линии её дедом был звезда Голливуда и обладатель Золотого Глобуса Роберт Митчем.
Актёрский дебют Кэрри Митчем состоялся в 1987 году: в марте того года она подписала контракт с CBS на роль Донны Логан в мыльной опере «Дерзкие и красивые», и исполняла эту роль с перерывами вплоть до 2001 года.
Завершив актёрскую карьеру, Кэрри Митчем занялась ресторанным бизнесом. В 2009 году предоставляла услуги кейтеринга на съёмках фильма «Шопо-коп».
В мае 2020 года бывшая актриса открыла собственный ресторан под названием «Mitchem's Kitchen» в Северной Каролине.

## Личная жизнь
В 1993-1997 годах Кэрри была замужем за Каспером Ван Дином. Их дочь Грейс (род. в 1996) продолжила семейные традиции и стала актрисой.

## Фильмография
| Год       |   | Русское название                  | Оригинальное название            | Роль         |
| --------- | - | --------------------------------- | -------------------------------- | ------------ |
| 1987—2001 | с | Дерзкие и красивые                | The Bold and the Beautiful       | Донна Логан  |
| 1994      | с | Женаты… с детьми                  | Married… with Children           | девушка      |
| 1995      | ф | Беглецы компьютерных сетей        | Virtual Combat / Grid Runners    | Кэти Гибсон  |
| 1997      | ф | Джеймс Дин: Наперегонки с судьбой | James Dean: Live Fast, Die Young | Пьер Анджели |